# 塔加利国家体育场

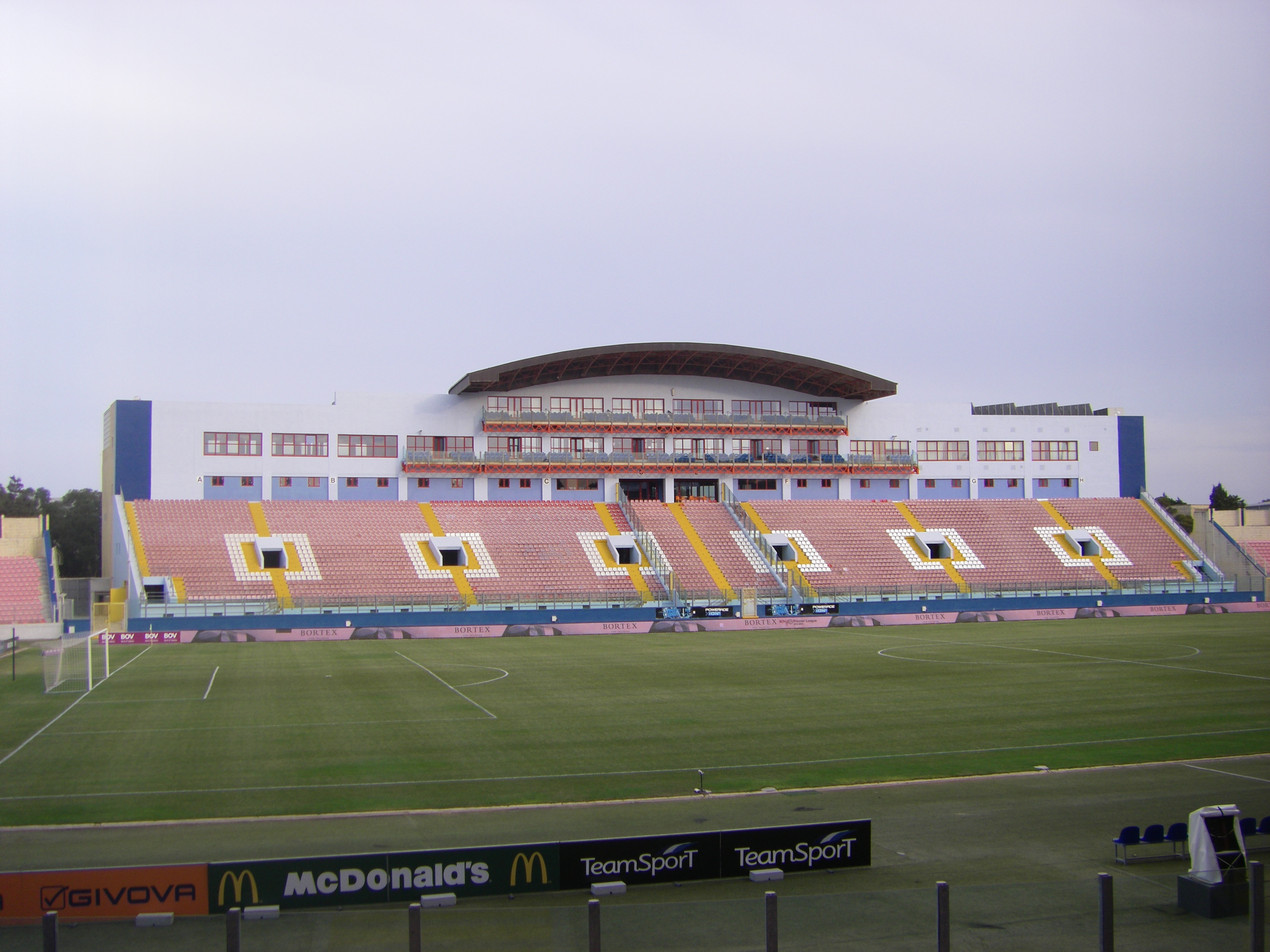
主看台

塔加利国家体育场，是马耳他的体育场，位于塔加利。馬爾他足球協會驻于此地。该体育场有16,997个座位，为马耳他最大的体育场。它是马耳他的国家足球场，也是馬爾他國家足球隊的主场。馬耳他足球超級聯賽在此及其他三个体育场里进行。